# Cesare Battisti

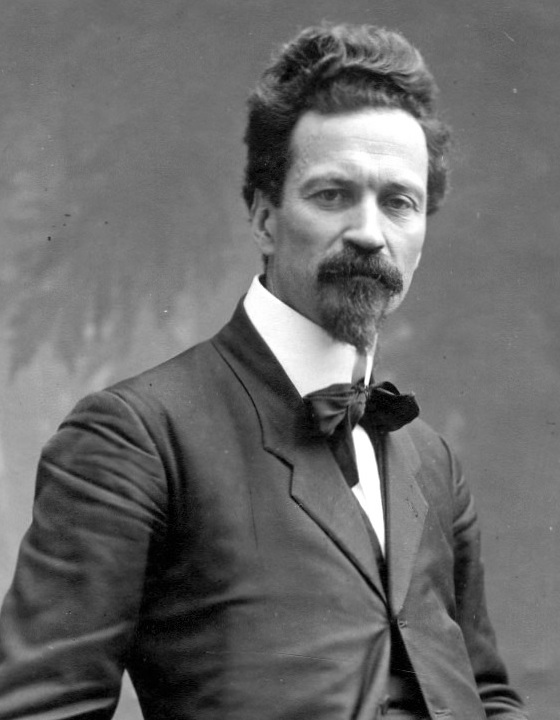
Cesare Battisti (um 1915)

Cesare Battisti (* 4. Februar 1875 in Trient, damals Österreich-Ungarn; † 12. Juli 1916 ebenda) war Geograph sowie sozialistischer Abgeordneter zum österreichischen Reichsrat und zum Tiroler Landtag. Als Irredentist trat Battisti mit Kriegsbeginn 1915 auf der Seite Italiens in den Krieg gegen Österreich ein. 1916 wurde er von österreichischen Landesschützen gefangen genommen und nach kurzem Prozess in Trient wegen Hochverrats hingerichtet. An seiner Person werden in Österreich und Italien seither unterschiedliche Deutungen des Nationalitätenkonflikts festgemacht.

## Leben

### Jugend und politische Sozialisation

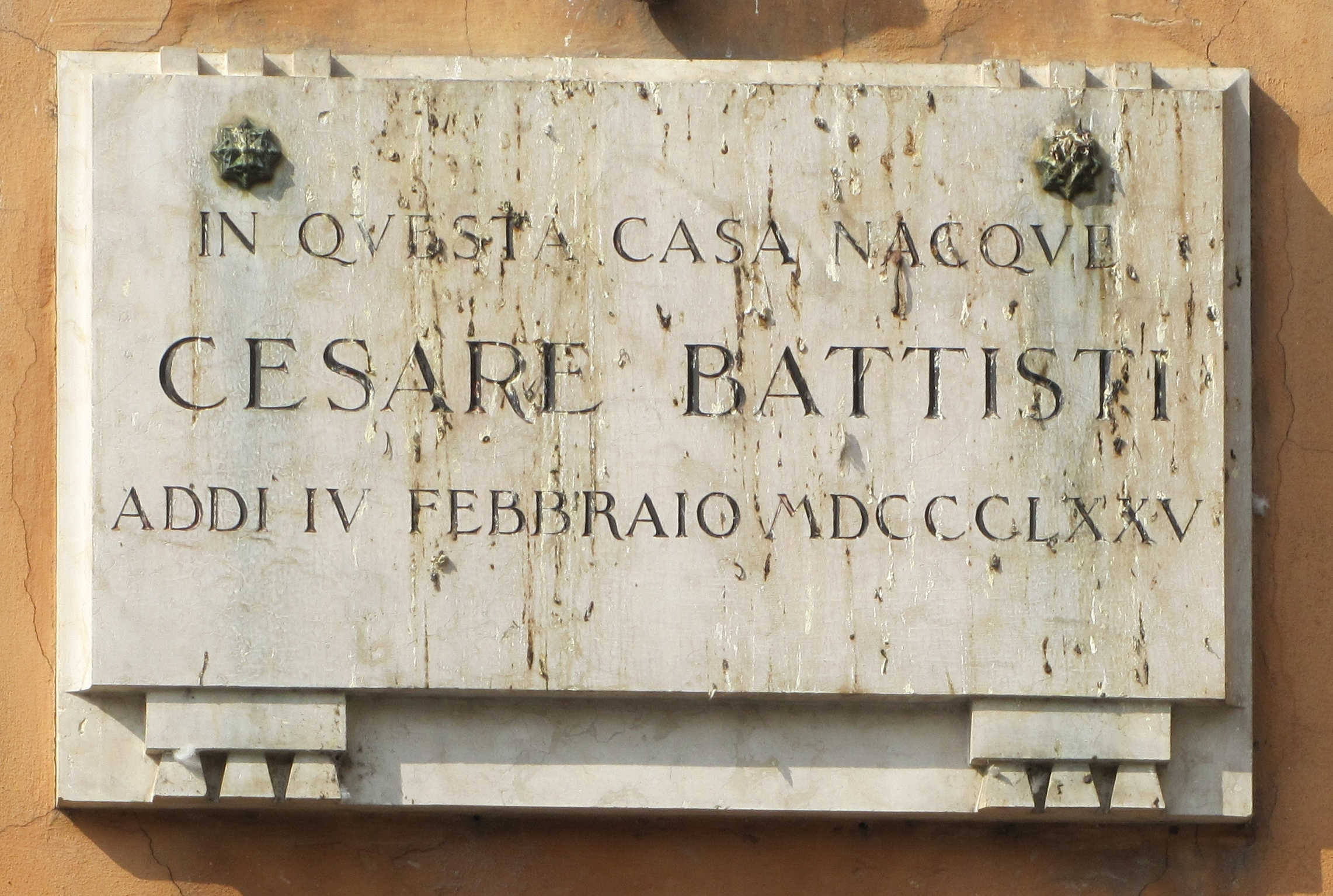
Gedenkplakette am Geburtshaus Battistis in Trient

Battisti wurde als Sohn eines Kaufmanns im damals österreichischen Trient geboren. Nach dem Besuch des Gymnasiums in Trient studierte er an der Universität Wien Geographie, wechselte 1896 allerdings an die Universität Florenz, wo er sein Studium erfolgreich beendete.
In seiner Wiener Studienzeit hatte Battisti in sozialistischen Kreisen um Wilhelm Ellenbogen eine erste politische Sozialisation erfahren und damit begonnen, sich publizistisch zu betätigen. In Florenz schloss er Bekanntschaft mit dem sozialistischen Intellektuellen Gaetano Salvemini, in dessen Umfeld er auch seine spätere Frau Ernesta Bittanti kennenlernte, die er 1899 heiratete.
Um die Jahrhundertwende betätigte sich Battisti aktiv am Aufbau der sozialistischen Partei im Trentino, u. a. als Herausgeber der Zeitschrift L'Avvenire. 1911 wurde er für die Sozialisten in das Abgeordnetenhaus des Österreichischen Reichsrats gewählt; 1914 erreichte er zusätzlich ein Mandat für den Tiroler Landtag.
Im Zuge des wachsenden Nationalitätenkonflikts innerhalb des Vielvölkerstaates Österreich-Ungarn wandte sich Battisti vom sozialistischen Internationalismus ab und trat ins Lager der italienischen Irredentisten über. Die Zerstörung der italienischen Rechtsfakultät an der Universität Innsbruck im Jahr 1904 (Fatti di Innsbruck) gilt diesbezüglich als Schlüsselereignis, welches Battisti darin bestärkte, dass die soziale Lage im Trentino nur durch eine Loslösung von Österreich und eine Angliederung an Italien zu verbessern sei.

### Kriegsfreiwilliger gegen Österreich aufseiten Italiens

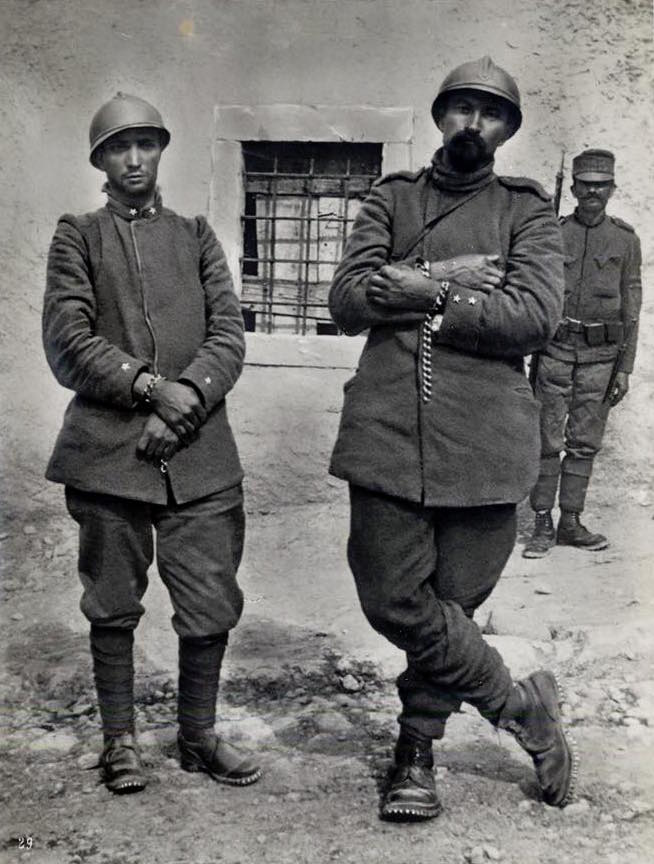
Cesare Battisti (rechts) und Fabio Filzi nach ihrer Gefangennahme durch österreichische Landesschützen (1916)

Battisti reiste am 12. August 1914 kurz nach Ausbruch des Ersten Weltkriegs regulär mit einem kurz zuvor ausgestellten Reisepass, der ihm vom Leiter des Polizeikommissariates in Trient, Regierungsrat Wildauer, gegen das Versprechen nach Österreich-Ungarn zurückzukehren, ausgehändigt worden war, nach Italien aus. Dort warb er aktiv für einen Kriegseintritt aufseiten der Entente, um das Trentino von Österreich-Ungarn loszulösen und an Italien anzuschließen. Im Gegensatz zu Ettore Tolomei und Gabriele D’Annunzio forderte Battisti nicht den strategisch bedeutenden Brennerpass als nördliche Staatsgrenze Italiens, sondern eine Grenzziehung entlang der sprachlich-kulturellen Trennlinie zwischen deutschem und italienischem Kulturraum an der südlicher gelegenen Salurner Klause – eine Forderung, die sich 1919 auf den Friedensverhandlungen von Saint-Germain nicht durchsetzte und zur italienischen Annexion des Trentino wie auch Südtirols (südlich des Brenners) führte.
Mit Kriegseintritt Italiens im Mai 1915 meldete sich Battisti als Freiwilliger zum italienischen Heer. Zunächst diente er als einfacher Soldat im Alpini-Bataillon „Edolo“; in einer Skifahrereinheit kämpfte er unter anderem auf dem Adamello. Battisti wurde mehrfach ausgezeichnet und nach kurzer Zeit zum Leutnant befördert. Nach einer Versetzung zum „Bataillon Vicenza“ kämpfte er auf dem Monte Baldo sowie 1916 in der Südtiroloffensive auf dem Monte Corno (heute Monte Corno Battisti), einem Nebengipfel des Monte Pasubio. Dort wurde er bei einem wiederholten italienischen Angriffsversuch am 10. Juli 1916 gemeinsam mit dem Irredentisten Fabio Filzi von österreichischen Truppen gefangen genommen. Im Gegensatz zu Filzi, der bei der Gefangennahme einen falschen Namen anführte und schließlich von dem aus dem Trentino stammenden Fähnrich der Landesschützen Bruno Franceschini identifiziert wurde, gab sich Battisti sofort als solcher zu erkennen.

### Kriegsgerichtsprozess und Hinrichtung

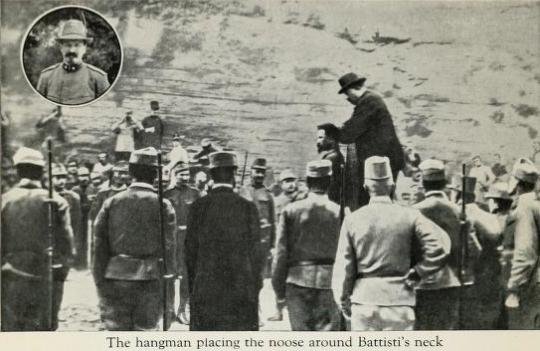
Hinrichtung Battistis in Trient (1916)

Nach der Identifizierung wurden Battisti und Filzi am 11. Juli nach Trient gebracht. Battisti wurde auf einem offenen Leiterwagen, die Hände in Ketten geschlossen, durch die Stadt kutschiert und von staatstreuen Einwohnern verspottet und angespuckt. Am Tag darauf, den 12. Juli 1916, wurden Battisti und Filzi im Castello del Buonconsiglio vom Gericht des k.u.k. Militärstationskommandos in Trient wegen Hochverrats zum Tode durch den Strang verurteilt, wobei der Prozess gegen Battisti lediglich zwei Stunden dauerte. Im Gegensatz zu Filzi, der als fahnenflüchtiger Angehöriger der k.u.k. Armee nach Militärstrafrecht abgeurteilt wurde, wurde Battisti nach zivilem Strafrecht verurteilt. Die Hinrichtung durch den Wiener Scharfrichter Josef Lang erfolgte unmittelbar nach der Verurteilung im nördlichen Schlossgraben des Castello del Buonconsiglio am Würgegalgen. Am Ort der Hinrichtung Battistis, Filzis und des bereits im Mai 1916 hingerichteten Damiano Chiesa im Fossa dei Martiri (deutsch: „Graben der Märtyrer“) erinnern Gedenksteine an diese Ereignisse.
Die Umstände des Prozesses gegen Battisti und seine Hinrichtung erregten aufgrund einer Reihe von besonderen Vorfällen großes Aufsehen im In- und Ausland. Battisti musste zwar aufgrund des Tatbestands des Hochverrat mit seiner Verurteilung rechnen, doch wurde er von den österreichischen Behörden noch zusätzlich herabgewürdigt. So wurde Battisti eine „langjährige verräterische Gesinnungsbetätigung“ und ein „würdeloser Anschluss an einen auch vom moralischen Standpunkt aus verächtlichen Feind“ vorgeworfen. Weiters wurde deklariert, dass er als Rädelsführer und „Ursächer des Banditenüberfalls Italiens auf die Monarchie“ für die „Ströme schuldlosen Blutes unserer Braven gegen den welschen Erbfeind“ verantwortlich sei. Battistis Bitte, als Offizier ehrenhaft erschossen zu werden und während seiner Hinrichtung die italienische Offiziersuniform zu tragen, wurde von den Behörden abgelehnt. Bei der Hinrichtung riss die vom Scharfrichter Lang verwendete Schnur, so dass dieser Battisti einen neuen Strick um den Hals legen musste. Im Anschluss an Battistis Hinrichtung posierten Lang und zahlreiche Schaulustige für ein Foto, das anschließend als Postkarte weite Verbreitung fand.
Die Leichen der Hingerichteten Battisti und Filzi wurden kurz nach der Hinrichtung auf dem Gelände des Castello del Buonconsiglio verscharrt. Am 31. Oktober 1918 – kurz vor dem Einmarsch der italienischen Truppen in Trient – wurden sie vom österreichischen Militär in ein Massengrab umgebettet, wo er im November schließlich von den eingerückten italienischen Militärs exhumiert wurde. Nachdem der Leichnam durch Battistis Sohn identifiziert worden war, wurde er in Trient feierlich aufgebahrt. 1935 wurden Battistis sterbliche Überreste in einem von italienischen Faschisten errichteten monumentalen Mausoleum bei Trient beigesetzt. Die Gebeine von Fabio Filzi und Damiano Chiesa befinden sich heute im Beinhaus Castel Dante in Rovereto.

## Rezeption
Cesare Battistis Schicksal wurde bereits kurz nach seinem Tod in nationalistischen wie antinationalistischen Diskursen intensiv und kontrovers verarbeitet.

Zurschaustellung des Leichnams. Dahinter der Scharfrichter Josef Lang

Nationalistische Deutungen: In kaisertreuen und deutschnationalen Kreisen Österreichs galt Battisti spätestens nach seiner Hinrichtung als Inbegriff des italienischen Verräters. In Italien wurde er hingegen als später Vertreter des Risorgimento posthum mit dem höchsten Militärorden ausgezeichnet und wie andere Irredentisten (Fabio Filzi, Nazario Sauro, Guglielmo Oberdan) zum Nationalhelden stilisiert, nach denen zahlreiche öffentliche Einrichtungen benannt wurden. Battisti findet ebenso in der vierten Strophe der patriotischen Hymne La leggenda del Piave Erwähnung.
In seiner Heimatregion Trentino wurde Battisti 1920 mit anderen Protomartiri della Grande Guerra als Ehrenmitglied in die Accademia Roveretana degli Agiati aufgenommen. Der Berg, auf dem er von den Österreichern gefangen genommen wurde, erhielt zum Ursprungsnamen Monte Corno den Zusatz Battisti.
Obwohl Sozialist, wurde Battisti gegen den Willen seiner Frau auch von den italienischen Faschisten vereinnahmt, die ihm 1935 in seiner Heimatstadt Trient ein Mausoleum errichteten. Eine von Adolfo Wildt gestaltete Büste Battistis findet sich auch im Innenraum des 1928 eingeweihten Siegesdenkmals in Bozen, das ursprünglich auch Battistis Namen tragen sollte. Nur der öffentliche Widerstand von Battistis Witwe Ernesta Bittanti führte dazu, dass das Denkmal nicht seinen Namen erhielt und von Mussolini stattdessen dem italienischen Sieg im Ersten Weltkrieg gewidmet wurde. Dennoch behielt der Denkmalarchitekt Marcello Piacentini die gesamte nördliche Nische des Monuments Battisti vor und flankierte dessen Büste mit Zitaten aus dem Zwölftafelgesetz und aus Titus Livius.
Antinationalistische Interpretationen: Obwohl die national-gegensätzlichen Deutungen der Figur Battistis lange Zeit den öffentlichen Diskurs bestimmten, existierten von Anfang an auch historische Interpretationen, die an der Figur Battistis das Scheitern von Nationalismen hervorhoben. Battistis Hinrichtung und insbesondere die Zurschaustellung seines Leichnams zwecks Photographie thematisierte der österreichische Schriftsteller Karl Kraus bereits unmittelbar nach den Ereignissen in seinem Werk Die letzten Tage der Menschheit. Kraus rückte dabei nicht den Tod Battistis, sondern das selbstzerstörerische Wirken eines österreichischen Chauvinismus in den Mittelpunkt:

„Der Nörgler: Das österreichische Antlitz ist jederlei Antlitz. Es lauert hinter dem Schalter der Lebensbahn. Es lächelt und greint je nach Wetter. (...) Zumal aber ist es das des Henkers. Des Wiener Henkers, der auf einer Ansichtskarte, die den toten Battisti zeigt, seine Tatzen über dem Haupt des Hingerichteten hält, ein triumphierender Ölgötze der befriedigten Gemütlichkeit, der »Mir-san-mir« heißt. Grinsende Gesichter von Zivilisten und solchen, deren letzter Besitz die Ehre ist, drängen sich dicht um den Leichnam, damit sie nur ja alle auf die Ansichtskarte kommen.
Der Optimist: Wie? So eine Ansichtskarte gibt es?
Der Nörgler: Sie wurde von amtswegen hergestellt, am Tatort wurde sie verbreitet, im Hinterland zeigten sie »Vertraute« Intimen, und heute ist sie als ein Gruppenbild des k. k. Menschentums in den Schaufenstern aller feindlichen Städte ausgestellt, ein Denkmal des Galgenhumors unserer Henker, umgewertet zum Skalp der österreichischen Kultur. Es war vielleicht seit Erschaffung der Welt zum erstenmal der Fall, daß der Teufel Pfui Teufel! rief.“

In den 1960er-Jahren knüpfte der Historiker Claus Gatterer in seinem Buch Unter seinem Galgen stand Österreich – Cesare Battisti. Porträt eines „Hochverräters“ an die kritische Interpretation Karl Kraus’ an. Gatterer recherchierte die politischen Zeitumstände und daraus resultierende Motive Battistis, wobei er in Österreich erstmals Battistis demokratische Grundüberzeugungen hervorhob:

„Das vorliegende Buch ist einem nichtnationalistischen Irredentisten gewidmet, einem ,internationalistischen’ und pazifistischen Sozialisten, der im Jahre 1914, nachdem andere den Krieg begonnen hatten, sowohl zum Bannerträger des ,letzten Risorgimento-Krieges’ als auch der Zerstörung der plurinationalen Habsburgermonarchie wurde. Battisti wählte den Weg, den auch andere Nicht- oder Antinationalisten genommen hatten. Ich will nur einen erwähnen: den ersten Präsidenten der Tschechoslowakei, Tomáš G. Masaryk. Die beiden, Battisti und Masaryk, verfolgten ein ähnliches, wenn auch nicht gleiches Ziel: Battisti sah in der Zerschlagung Österreichs die Möglichkeit, den Traum Giuseppe Mazzinis Wirklichkeit werden zu lassen: die Schaffung der vereinigten (nationalen) Staaten von Europa; weniger ambitioniert dagegen Masaryk, für den der Krieg (indem er den Zerfallsprozeß Österreichs vollendete) in die Bildung einer neuen demokratischen Gemeinschaft und Einheit der Donauvölker münden sollte.“

In Italien bzw. im Trentino wurde die demokratische Gesinnung Cesare Battistis in erster Linie von seiner Witwe Ernesta Bittanti und dem gemeinsamen Sohn Gigino Battisti (die sich in den 1930er und 40er-Jahren als Antifaschisten exponierten) weitergetragen. An ihre Rezeptionsgeschichte wie auch an die Ansätze Claus Gatterers knüpfte in den 1970er- und 80er-Jahren eine kritische Trentiner und Tiroler Regionalgeschichtsschreibung an.

## Bilder

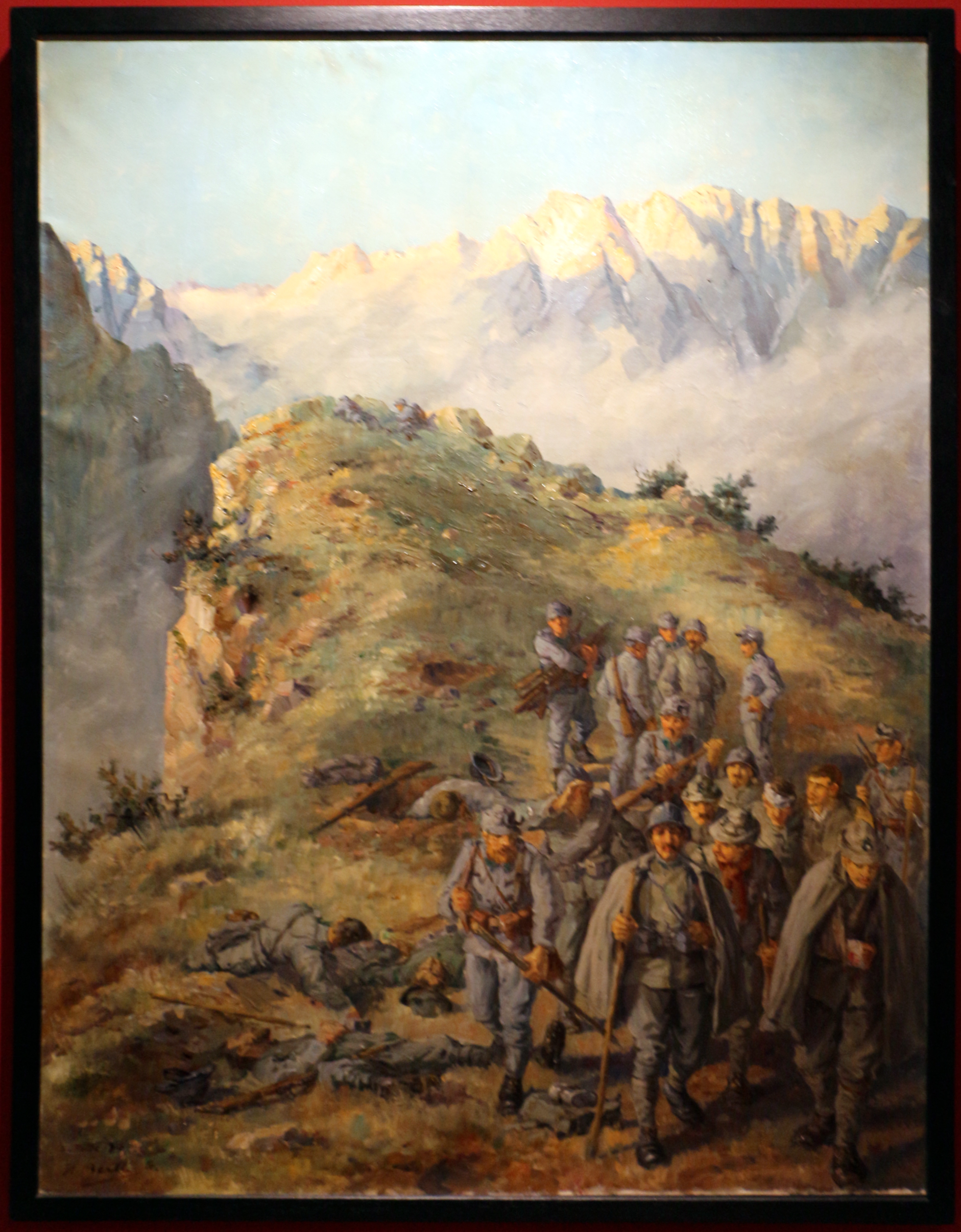
Die Gefangennahme Battistis und Filzis auf dem Monte Corno in einem Bild des Kriegsmalers Hans Bertle (Tiroler Landesmuseum)
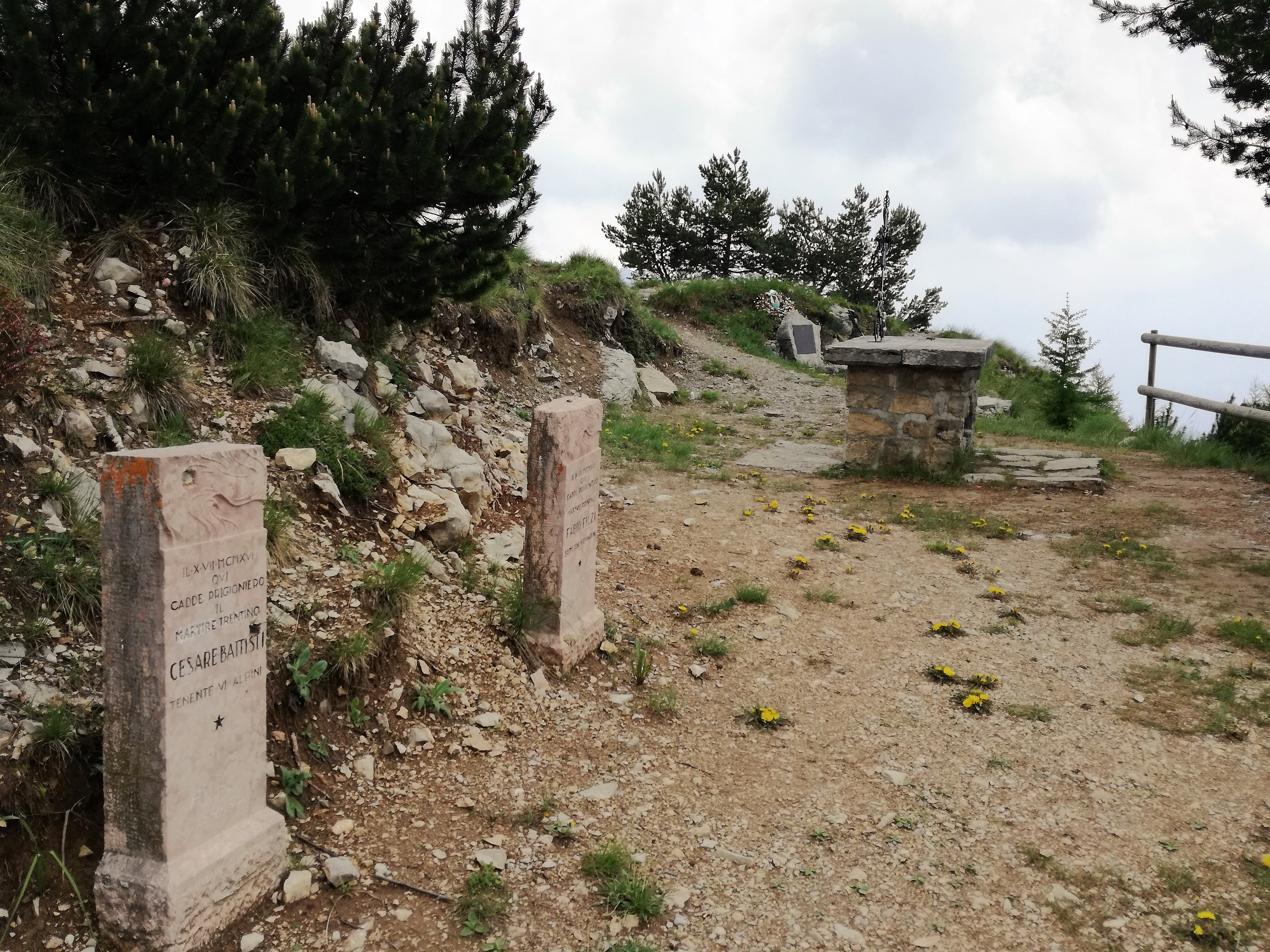
Gedenkstein am Ort der Gefangennahme am Monte Corno Battisti
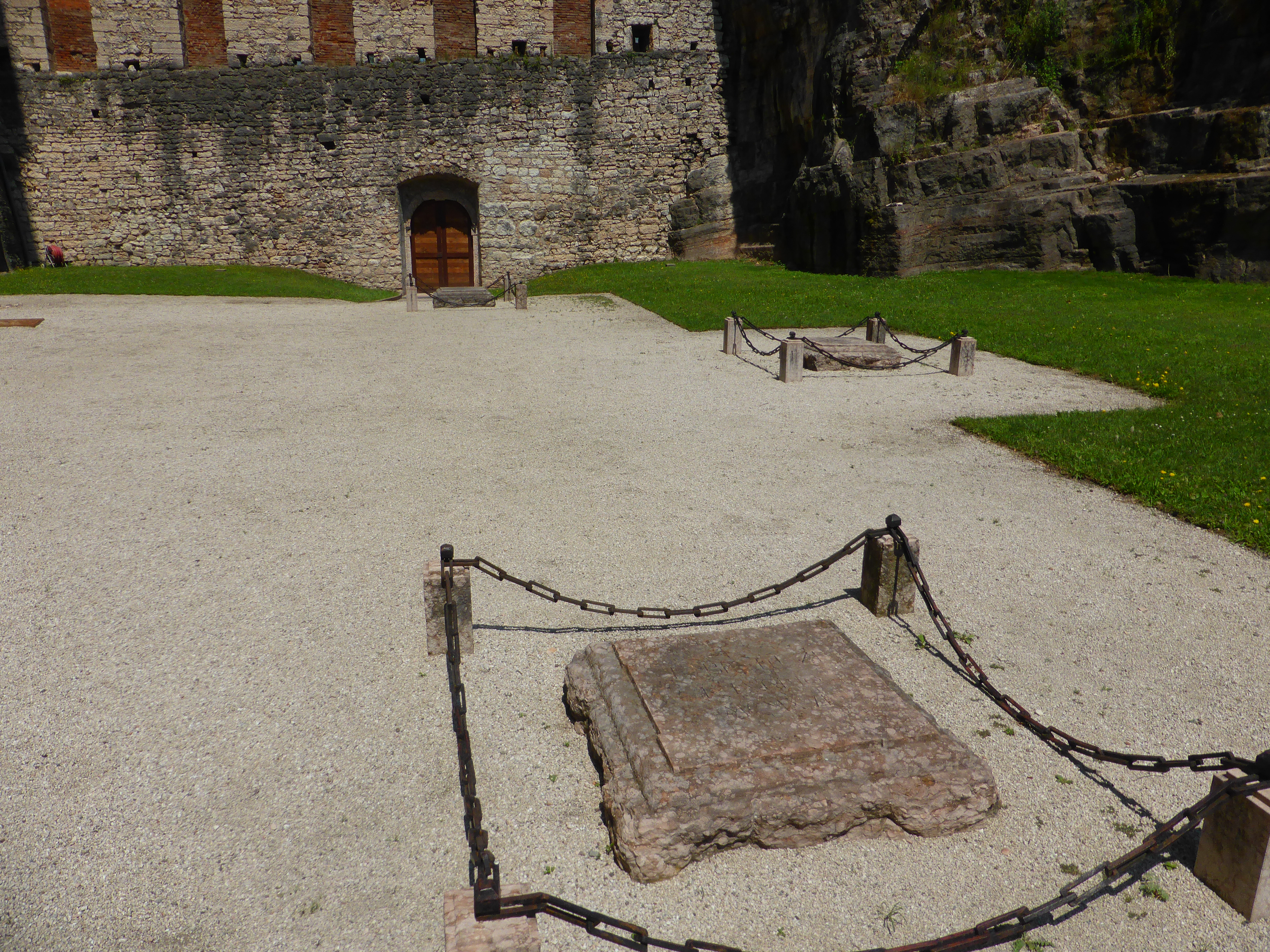
Gedenksteine an der Hinrichtungsstätte von Battisti, Filzi und Chiesa im Burggraben des Castello del Buonconsiglio
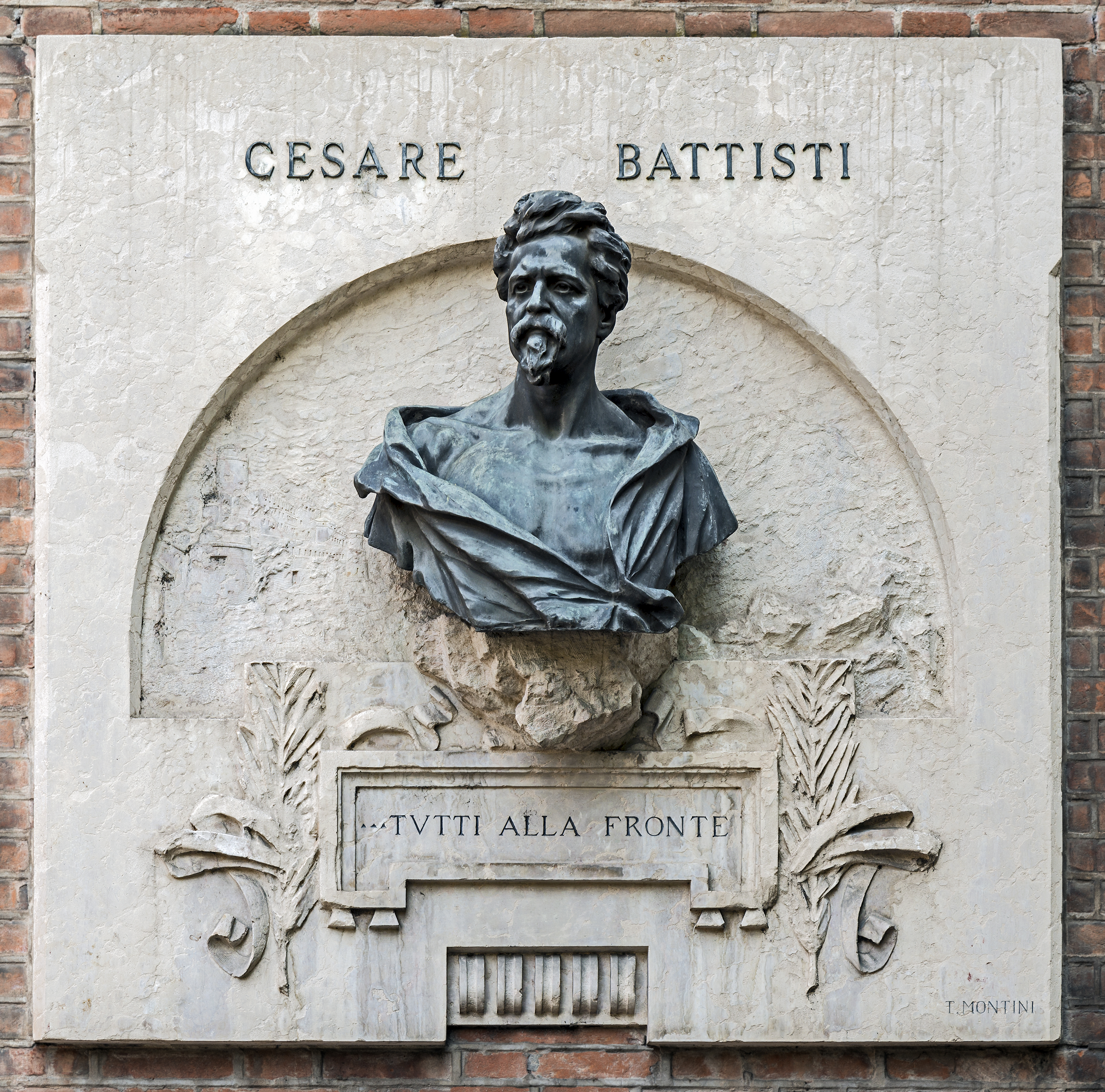
Büste Battistis in Verona
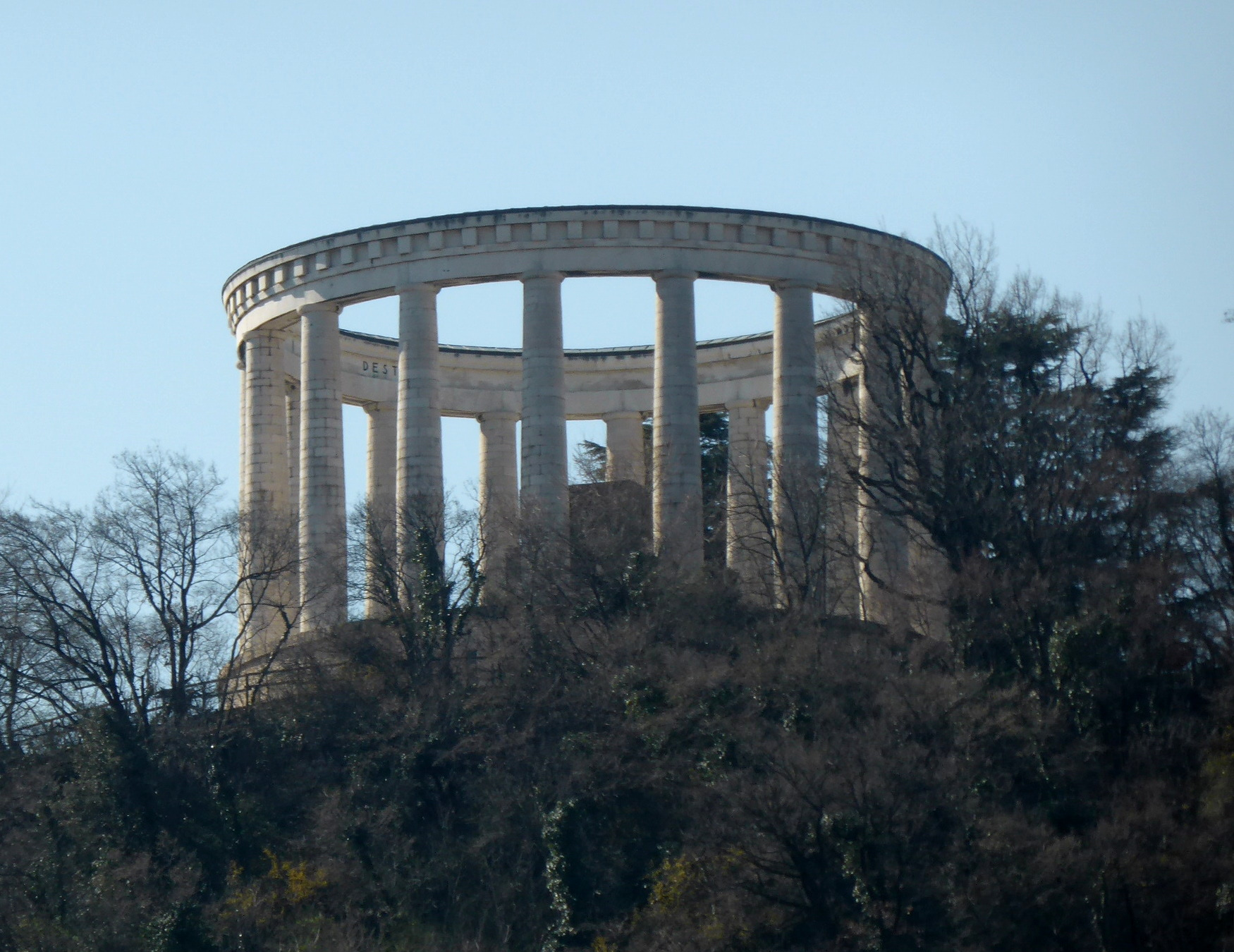
Mausoleum Battistis in Trient
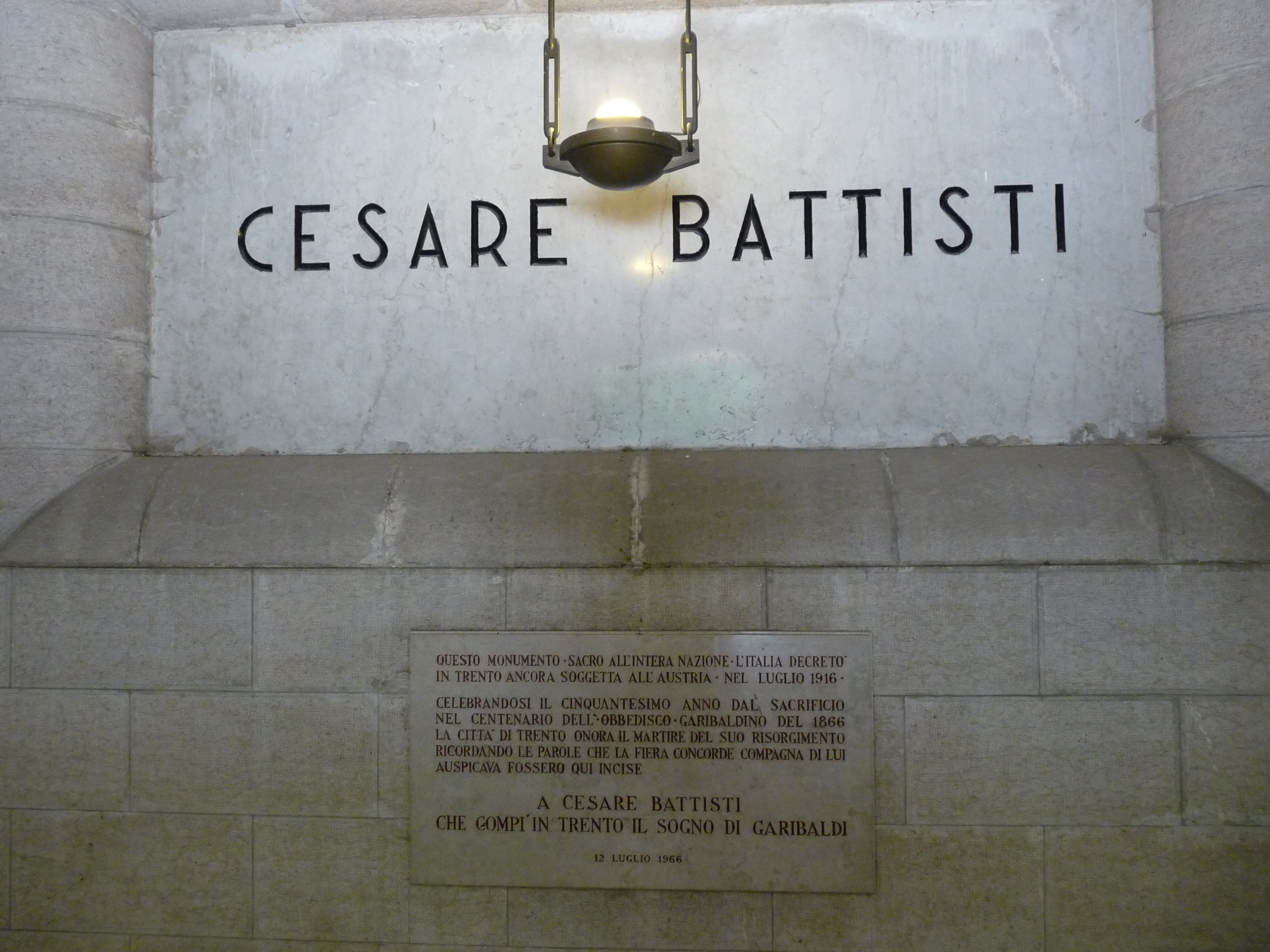
Grabmal Battistis im Mausoleum von Trient
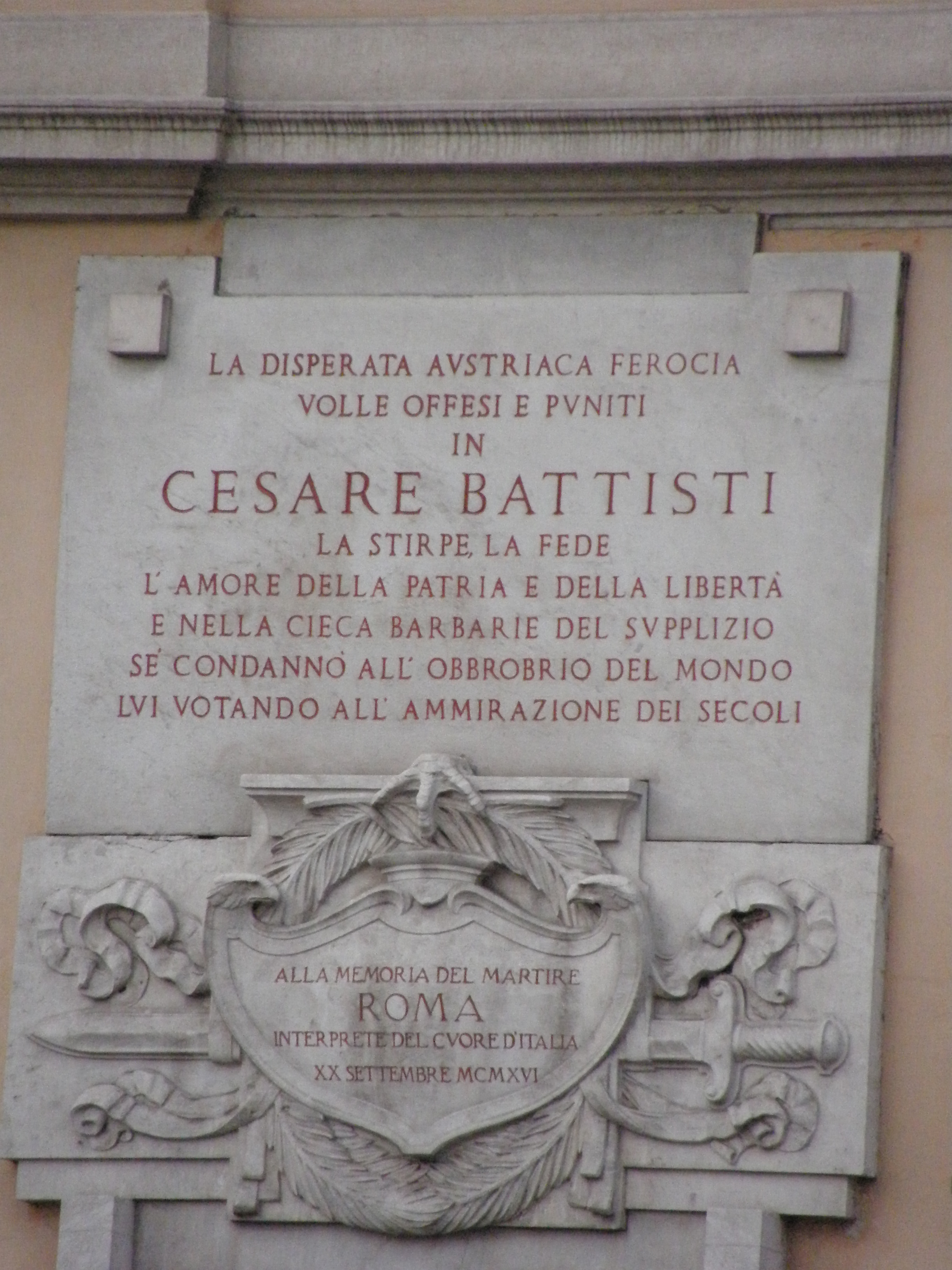
Gedenktafel in Rom
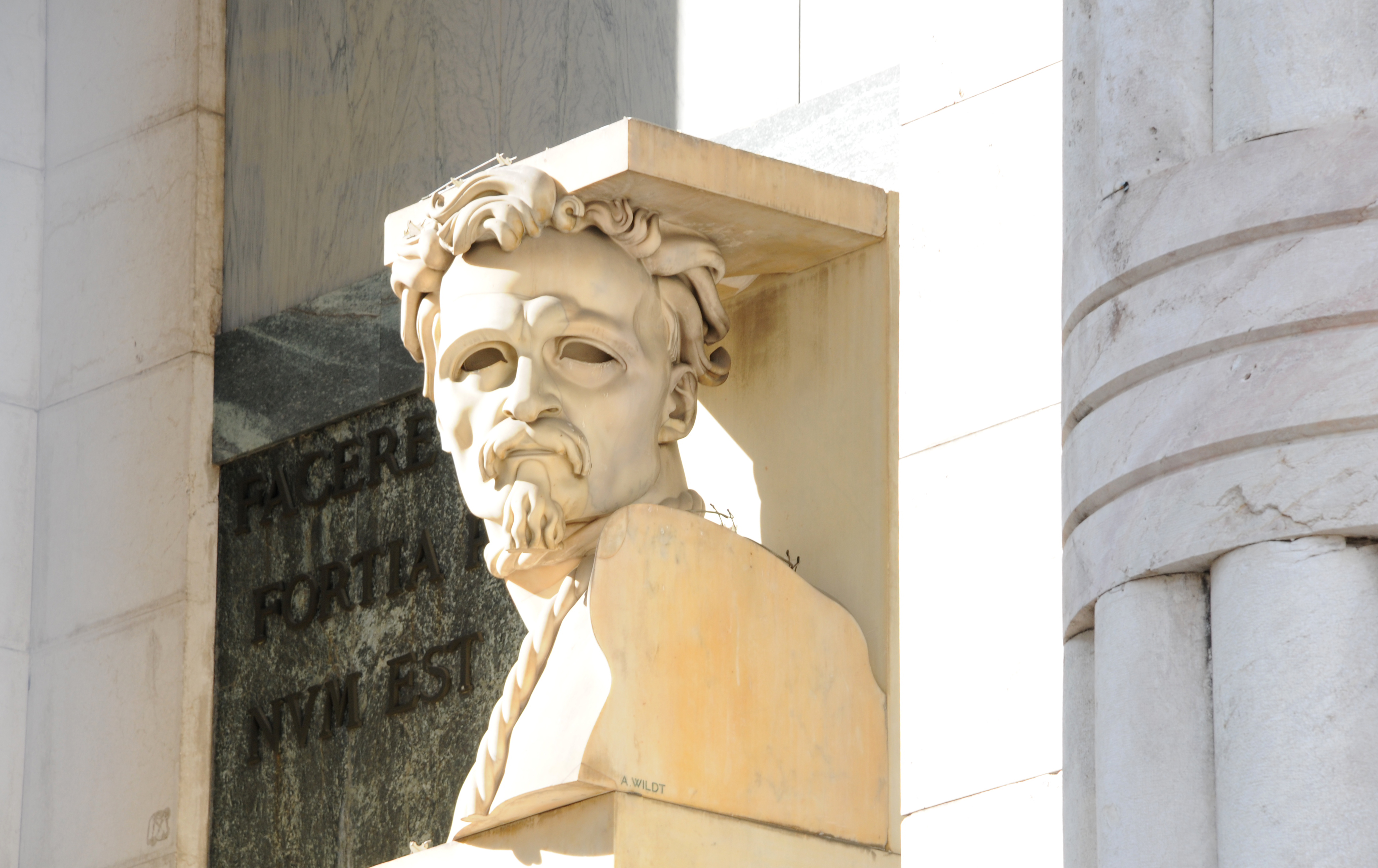
Battisti im Siegesdenkmal von Bozen

## Dokumentarfilme
- Clemente Volpini, Graziano Conversano: Cesare Battisti. L'ultima fotografia. RAIstoria 2014, 60 Min (Online-Video).